# Campsurus pfeifferi
Campsurus pfeifferi is een haft uit de familie Polymitarcyidae. De wetenschappelijke naam van de soort is voor het eerst geldig gepubliceerd in 1931 door Navás.
De soort komt voor in het Neotropisch gebied.